# Vroege dwergbladroller
De vroege dwergbladroller (Cochylis nana) is een nachtvlinder uit de familie Tortricidae, de bladrollers. De spanwijdte van de vlinder bedraagt tussen de 9 en 12 millimeter. De soort overwintert als rups. Hij is bekend van Europa, de oblast Amoer en Nova Scotia.

## Waardplanten
De vroege dwergbladroller heeft berk als waardplant, de rupsen eten van de katjes.

## Voorkomen in Nederland en België
De vroege dwergbladroller is in Nederland en in België een niet zo algemene soort, die verspreid over het hele gebied kan worden gezien. De soort vliegt van halverwege april tot halverwege juni, er zijn enkele latere waarnemingen.